# اینار استروم
اینار استروم (انگلیسی: Einar Strøm; ۱۷ مارس ۱۸۸۵ – ۲۶ سپتامبر ۱۹۶۴) ژیمناست هنری اهل نروژ بود.